# Japanska F3-mästerskapet 2010
Japanska F3-mästerskapet 2010 var den trettioandra säsongen av det japanska F3-mästerskapet. 

## Resultat
| Omgång | Omgång | Bana                          | Datum        | Pole Position   | Snabbaste varv | Vinnande förare | Vinnande team          | Nationell vinnare |
| ------ | ------ | ----------------------------- | ------------ | --------------- | -------------- | --------------- | ---------------------- | ----------------- |
| 1      | R1     | Suzuka Circuit                | 17 april     | Yuji Kunimoto   | Yuji Kunimoto  | Yuji Kunimoto   | Petronas Team TOM'S    | Takashi Kobayashi |
| 1      | R2     | Suzuka Circuit                | 18 april     | Koki Saga       | Yuji Kunimoto  | Yuji Kunimoto   | Petronas Team TOM'S    | Takashi Kobayashi |
| 2      | R1     | Twin Ring Motegi              | 22 maj       | Yuji Kunimoto   | Yuji Kunimoto  | Yuji Kunimoto   | Petronas Team TOM'S    | Katsumasa Chiyo   |
| 2      | R2     | Twin Ring Motegi              | 23 maj       | Yuji Kunimoto   | Yuji Kunimoto  | Yuji Kunimoto   | Petronas Team TOM'S    | Takashi Kobayashi |
| 3      | R1     | Fuji Speedway                 | 12 juni      | Yuji Kunimoto   | Yuji Kunimoto  | Yuji Kunimoto   | Petronas Team TOM'S    | Takashi Kobayashi |
| 3      | R2     | Fuji Speedway                 | 13 juni      | Yuji Kunimoto   | Yuji Kunimoto  | Yuji Kunimoto   | Petronas Team TOM'S    | Takashi Kobayashi |
| 4      | R1     | Fuji Speedway                 | 17 juli      | Yuji Kunimoto   | Yuji Kunimoto  | Yuji Kunimoto   | Petronas Team TOM'S    | Kimiya Sato       |
| 4      | R2     | Fuji Speedway                 | 18 juli      | Yuji Kunimoto   | Yuji Kunimoto  | Yuji Kunimoto   | Petronas Team TOM'S    | Naoya Gamou       |
| 5      | R1     | Twin Ring Motegi              | 7 augusti    | Yuji Kunimoto   | Yuhi Sekiguchi | Yuji Kunimoto   | Petronas Team TOM'S    | Naoya Gamou       |
| 5      | R2     | Twin Ring Motegi              | 8 augusti    | Yuji Kunimoto   | Yuji Kunimoto  | Yuji Kunimoto   | Petronas Team TOM'S    | Naoya Gamou       |
| 6      | R1     | Okayama International Circuit | 4 september  | Hideki Yamauchi | Yuhi Sekiguchi | Rafael Suzuki   | Petronas Team TOM'S    | Naoya Gamou       |
| 6      | R2     | Okayama International Circuit | 5 september  | Rafael Suzuki   | Rafael Suzuki  | Rafael Suzuki   | Petronas Team TOM'S    | Naoya Gamou       |
| 7      | R1     | Sportsland SUGO               | 25 september | Hideki Yamauchi | Yuhi Sekiguchi | Rafael Suzuki   | Petronas Team TOM'S    | Naoya Gamou       |
| 7      | R2     | Sportsland SUGO               | 26 september | Hideki Yamauchi | Yuji Kunimoto  | Hideki Yamauchi | Hanashima Racing       | Naoya Gamou       |
| 8      | R1     | Autopolis                     | 16 oktober   | Hideki Yamauchi | Koki Saga      | Koki Saga       | Denso Team Le Beausset | Takashi Kobayashi |
| 8      | R2     | Autopolis                     | 17 oktober   | Hideki Yamauchi | Koki Saga      | Koki Saga       | Denso Team Le Beausset | Naoya Gamou       |